# Slanke oeverlibel
De slanke oeverlibel (Orthetrum sabina) is een echte libel uit de familie van de korenbouten (Libellulidae). De wetenschappelijke naam van de soort werd in 1770 als Libellula sabina gepubliceerd door Dru Drury. De Nederlandstalige naam is ontleend aan Libellen van Europa.
De soort staat op de Rode Lijst van de IUCN als niet bedreigd, beoordelingsjaar 2019. De slanke oeverlibel komt voor van Zuidoost-Europa en Noord-Afrika tot Japan en Australië